# Марієнгаузен (Німеччина)
Марінгаузен (нім. Marienhausen) — громада в Німеччині, розташована в землі Рейнланд-Пфальц. Входить до складу району Нойвід. Складова частина об'єднання громад Дірдорф.
Площа — 4,84 км2. Населення становить 493 ос. (станом на 31 грудня 2020).